# 助川成也
助川 成也（すけがわ せいや）は、日本の研究者。博士（経済学）。国士舘大学政経学部教授。泰日工業大学 客員教授。出身高校は大田原高等学校。専門はASEAN経済共同体、タイ、FTA等通商戦略。栃木県那須郡湯津上村（現大田原市）出身。

## 学歴
- 1992年3月 中央大学経済学部国際経済学科卒業
- 2019年3月 九州大学大学院経済学府博士後期課程修了。博士（経済学）

## 職歴
- 1992年4月 日本貿易振興会（ジェトロ）（現日本貿易振興機構）入会（経済情報部国際経済課）。
- 1995年1月 ジェトロ大阪本部国際経済交流センター
- 1997年6月 経済情報部産業情報課
- 1998年6月 ジェトロ バンコクセンター（対タイ投資促進担当）
- 2004年3月 海外調査部アジア大洋州課・課長代理
- 2010年3月 ジェトロ バンコクセンター・主任調査研究員（アジア）・次長（Vice President & Senior Economist (Asia Region)）
- 2013年10月　ジェトロ企画部・事業推進主幹（東南アジア担当）
- 2015年4月　ジェトロ企画部・海外地域戦略主幹（ASEAN）
- 2017年3月末　ジェトロ退職
- 2017年4月　国士舘大学政経学部准教授
- 2020年4月　国士舘大学政経学部教授
- 2022年4月　泰日工業大学（在バンコク）経営学部　客員教授（国士舘大学より在外研究員として派遣）

### 教員歴
- 2005年4月-06年3月 明治学院大学国際学部非常勤講師（東南アジア地域研究）
- 2014年4月‐18年3月 神田外語大学非常勤講師（東南アジア政治経済論）
- 2017年4月-20年3月 国士舘大学政経学部　准教授（国際経済論、経済開発論）
- 2020年4月-現在　国士舘大学政経学部教授
- 2022年4月-現在　泰日工業大学 客員教授

### その他
- 2007年4月 - 現在 亜細亜大学アジア研究所嘱託研究員（現　特別研究員）
- 2010年5月 - 現在 中央大学経済研究所客員研究員「アジア経済圏研究部会」
- 2009年12月 - 現在 東アジア共同体評議会 有識者議員
- 2014年4月 - 現在 国際貿易投資研究所（ITI）客員研究員
- 2018年6月 - 現在 一般社団法人　日・タイ経済協力協会（JTECS）理事（非常勤）
- 2019年5月 - 現在 （一財）企業共済協会　理事（非常勤）
- 2021年5月 - 現在 Yahoo!ニュース公式コメンテーター

## 執筆歴
- 「ビジネスガイド　タイ」（共著、ジェトロ、2003年1月）
- 「新興国のFTAと日本企業」（共著、ジェトロ、2005年12月）
- 「南進する中国とASEANへの影響」（木村福成・石川幸一編著、ジェトロ、2007年4月）
- 「東アジアのグローバル化と地域統合（新・東アジア経済論Ⅲ）」（平川均・石川幸一・小原篤次・小林尚朗編著、ミネルヴァ書房、2007年5月）
- 「FTAガイドブック2007」（浦田秀次郎・石川幸一・水野亮編著、ジェトロ、2007年6月）
- 「ASEANのFTA進展がもたらす貿易拡大の評価」（委託元：機械振興協会経済研究所／2008年3月／国際貿易投資研究所）
- 「アジア国際分業における日台企業アライアンス：ケーススタディによる検証」（共著、2008年3月／財団法人交流協会）
- 「東アジアの政治をどうみるか」（共著、2008年3月／アジア研究所叢書22／亜細亜大学アジア研究所）
- 「東アジア国際分業の拡大と日本」（共著、2008年10月／ジェトロ）
- 「ASEANのFTAによる域内および対日貿易への影響」（共著、委託元：機械振興協会経済研究所／2009年3月／国際貿易投資研究所）
- 「大メコン圏（GMS）を中国から捉えなおす」（末廣昭・宮島良明・大泉啓一郎・助川成也・青木まき・ソンポップ マーナランサン、東京大学社会科学研究所、2009年3月）
- 「アジア研究所紀要」（第35号、亜細亜大学アジア研究所、2009年3月）
- 「ASEAN経済共同体」（石川幸一・清水一史・助川成也、2009年8月）
- 「東南アジアのグローバル化とリージョナル化」（共著、2010年2月／アジア研究所・アジア研究シリーズNo.73／亜細亜大学アジア研究所）
- 「グローバリゼーションと日本経済」（共著、2010年2月／青木健・馬田啓一編著／文眞堂）
- 「Challenges Facing ASEAN in the Building of the ASEAN Economic Community: Focusing on the Liberalization of the Trade in Goods and Services」（『ASEAN Study Report』、March 2010／The Japan Institute of International Affairs）
- 「FTA時代を迎えるASEANと変わる各国産業・企業の競争環境」（「環太平洋ビジネス情報RIM」、2010vol.10 No.38、日本総研）
- 「グローバル金融危機と世界経済の新秩序」（共著、2010年11月／青木健・馬田啓一編著／日本評論社）
- 「新しいASEAN　～地域共同体とアジアの中心性を目指して～」（共著、2011年12月／山影進編／アジア経済研究所）
- 「通商政策の潮流と日本』（共著、2012年4月20日／山澤逸平、馬田啓一、国際貿易投資研究会編著／勁草書房）
- 「「タイ大洪水」を振り返る - 経済・産業へのインパクトと政府・企業の対応」（『海外事情』2012年5月、拓殖大学海外事情研究所）
- 「タイ-2011年大洪水 – その記録と教訓」（共著、玉田芳史・星川圭介・船津鶴代編／2013年9月／アジア経済研究所）
- 「アジア太平洋の新通商秩序」（共著、2013年10月／山澤逸平・馬田啓一・国際貿易投資研究会編著／勁草書房）
- 「ASEAN経済共同体と日本」（2013年12月／石川幸一・清水一史・助川成也編著／文眞堂
- 「南進する中国と東南アジア：地域の「中国化」」、2014年3月／末廣昭・伊藤亜聖・大泉啓一郎・助川成也・宮島良明・森田英嗣／東京大学社会科学研究所）
- 「メコン圏経済の新展開」（共著、2014年3月／日本経済研究センター）
- 「ASEAN大市場統合と日本」（共著、2014年10月／深沢淳一・助川成也著／文眞堂
- 「タイ経済の基礎知識」（共著、2015年2月／若松勇・助川成也編著／ジェトロ
- 「FTA戦略の潮流」課題と展望（共著、2015年3月／石川幸一・馬田啓一・国際貿易投資研究会編著／文眞堂
- 「メガFTA時代の新通商戦略」現状と課題（共著、2015年7月／石川幸一・馬田啓一・高橋俊樹編著／文眞堂）
- 「現代ASEAN経済論」（共著、2015年9月／石川幸一・朽木昭文・清水一史編著／文眞堂）
- 「アジアの開発と地域統合～新しい国際協力を求めて～」（共著、2015年11月／朽木昭文・馬田啓一・石川幸一編著／日本評論社）
- 「日本企業のアジアFTA活用戦略～TPP時代のFTA活用に向けた指針～』（共著、2016年2月、成也・高橋俊樹編著／文眞堂）
- 「メガFTAと世界経済秩序：ポストTPPの課題」（共著、2016年10月／石川幸一・馬田啓一・渡辺頼純編著／勁草書房）
- 「ASEAN経済共同体の実現と日本」（共著、2016年10月／石川幸一・清水一史・助川成也編著／文眞堂）
- 「検証・アジア経済：現状と課題』（共著、2017年3月／馬田啓一・石川幸一・清水一史編著／文眞堂）
- 「アジア太平洋地域のメガ市場統合』（共著、2017年3月／長谷川聡哲編著／中央大学経済研究所 研究叢書69号）
- 「経済統合で変化する投資環境と機械工業のASEAN投資』ITI調査研究シリーズNo.50（共著、2017年3月／国際貿易投資研究所）
- 「サクッとわかるビジネス教養『東南アジア』」（監修、2021年4月／新星出版社）
- 「RCEPと東アジア」（共著、2022年6月／石川幸一・清水一史・助川成也編著／文眞堂）